# أشلي وليامز
أشلي وليامز (بالإنجليزية: Ashley C. Williams) (و. 1984 – م) هي ممثلة، ومنتجة أفلام، ومغنية، وراقصة، وممثلة مسرحية، ومصممة أزياء تقليدية، من الولايات المتحدة الأمريكية، ولدت في بوسطن.

## التعليم
تعلمت في الأكاديمية الأميركية للفنون المسرحية.

## وصلات خارجية
- أشلي وليامز على موقع IMDb (الإنجليزية)
- أشلي وليامز على موقع ألو سيني (الفرنسية)
- أشلي وليامز على موقع أول موفي (الإنجليزية)
- أشلي وليامز على موقع قاعدة بيانات الفيلم (الإنجليزية)
- أشلي وليامز على موقع كينوبويسك (الروسية)